# Cyriacus Spangenberg
Cyriacus Spangenberg (Nordhausen, 7 de junho de 1528 — Estrasburgo, 16 de fevereiro de 1604) foi um teólogo e historiador alemão. Filho do reformador Johannes Spangenberg (1484-1550).  Escreveu mais de 150 obras, dentre elas: Mansfeldi Chronica, Saxonian Chronica, e outras publicações.  A sua obra Adelsspiegel talvez seja o tratado mais importante sobre o início da aristocracia moderna.  Foi também autor da obra Como os maridos devem se comportar e O que todo Cristão deveria fazer ... Uma Confissão de fé.

## Vida
Cyriacus nasceu numa cidade da Turíngia chamada Nordhausen.   Quando estudante, foi fiel seguidor de Martinho Lutero em Wittenberg, tendo mais tarde se tornado ministro em Eisleben, e em 1559 Deão Geral da Casa dos Condes Mansfeld.
Em Janeiro de 1575, ele perdeu posição dentro do Condado por causa da controvérsia que ele contemporizou com Matthias Flacius (1520-1575)  Assim como Flacius, ele ensinava que através do pecado original algumas das faculdades substanciais do homem também se corrompiam.  Isto ia de encontro à doutrina de seus oponentes que somente acidentalmente as faculdades se deterioravam.  Ele atuou como pastor em Schliz, Hesse, de 1580 até ser expulso em 1590.  Depois de sua expulsão, asilou-se durante um curto período de tempo em Vacha antes de se transferir para Estrasburgo, onde seu filho mais jovem, Wolfhart Spangenberg, poeta renomado, vivia, e onde ele veio a falecer no dia 16 de Fevereiro de 1604.  Dentre os últimos alunos de Lutero, Spangenberg foi um dos mais proeminentes.